# Lorris Sevhonkian
Lorris Sevhonkian, né à Paris le 30 mai 1959, est un pianiste, enseignant et aquarelliste suisse.

## Biographie
Après un premier certificat de piano obtenu en 1979 au Conservatoire de Lausanne dans la classe de Francesco Zaza, Lorris Sevhonkian suit des études professionnelles de piano au Conservatoire de Fribourg entre 1981 et 1988. Il y obtient un diplôme d'enseignement en 1983 ainsi qu'une virtuosité en 1988 dans la classe de Céline Volet. Parallèlement, il poursuit ses cours au Conservatoire de Lausanne et obtient en 1984 un diplôme d'analyse musicale, dans le cadre des branches théoriques enseignées par Louis-Marc Suter. Lorris Sevhonkian se perfectionne encore après sa virtuosité dans la classe de Monique Deschaussées à Paris, entre 1988 et 1994, avant de s'intéresser aussi au chant et à l'enseignement. Il obtient un diplôme d'enseignement du solfège en 2002, dans la classe de René Oberson, au Conservatoire de Fribourg. Lorris Sevhonkian a rédigé deux travaux de diplômes: un à vocation pédagogique, La pratique du solfège dans l'enseignement du piano en 2001, et un musicologique, Alban Berg: Suite lyrique.
Professeur depuis 1983, il enseigne successivement aux Conservatoires de Montreux et de l'Ouest vaudois, à l'Ecole de musique de la Broye à Payerne et au Conservatoire de Fribourg. Il travaille également comme formateur à l'Académie suisse de musique et de pédagogie musicale (ASMP) depuis 2001. Depuis 2003, il est représentant des professeurs au Conseil de fondation du Conservatoire de l'Ouest Vaudois, vice-président de l'Association vaudoise des enseignants de musique (AVEM-SSP) entre 2005 et 2007, puis président de cette même association dès 2007, Lorris Sevhonkian s'est notamment montré très actif dans le projet de loi d'uniformisation cantonale du statut d'enseignant de musique.
Ces combats politiques ne lui font pourtant pas oublier sa vocation artistique qu'il exprime tant au piano qu'à la peinture. Il mène ainsi une importante activité de concertiste dès 1998, surtout en France et en Allemagne, et sort six albums entre 1994 et 2007. Interprète éclectique, il apprécie particulièrement Liszt, Moussorgsky ou Chopin, tout en rendant hommage aux compositeurs suisses plus contemporains comme Raffaele d'Alessandro, René Oberson ou Othmar Schoeck. En plus de ses activités musicales, Lorris Sevhonkian peint à l'aquarelle. Il trouve véritablement son style lors d'un stage en Autriche auprès d'Ingrid Buchthal. Depuis, il expose chaque année entre la Suisse et l'Allemagne.
Il vit aujourd'hui à Estavayer-le-Lac, dans le canton de Fribourg.

## Sources
- « Lorris Sevhonkian », sur la base de données des personnalités vaudoises sur la plateforme « Patrinum » de la Bibliothèque cantonale et universitaire de Lausanne.
- "Premières cimaises", 24 Heures, 2005/12/03, p. 26
- Chenal, Mathieu, "Lorris Sevhonkian honore les compositeurs suisses", 24 Heures, 1998/01/09, p. 39.